# Op volle toeren
Op volle toeren was een televisieprogramma van de TROS vol met Nederlandstalige muziek. De eerste aflevering was op 29 april 1971 als Op losse groeven.

## Op losse groeven
In 1971 begon Chiel Montagne (alias Bert van Rheenen) (ex-Radio Veronica) het televisieprogramma bij de TROS omdat het succes van Heintje, De Heikrekels en Corry & de Rekels volgens hem aantoonde dat er behoefte was aan een apart smartlappenprogramma op de Nederlandse televisie. Het vanuit een studio met publiek uitgezonden programma zorgde voor een enorme hausse aan Nederlandstalige hits in dat jaar. Vader Abraham, Jacques Herb, Mieke Telkamp, De Kermisklanten, de Zusjes De Roo, Wilma, de Gebroeders Brouwer, de Zangeres Zonder Naam, Herman van Keeken zijn enkelen die grote hits scoren in dat jaar. In de toenmalige Veronica Top 40 en Hilversum 3 Top 30 was te zien dat het een maandelijks uitgezonden programma was: platen stegen opnieuw na een tv uitzending. (Het programma had overigens een eigen TROS-Top 5.) Platenlabels als CNR, Dureco, Vier Wieken en Elf Provinciën deden met hun artiestenstal gouden zaken.

## Op volle toeren

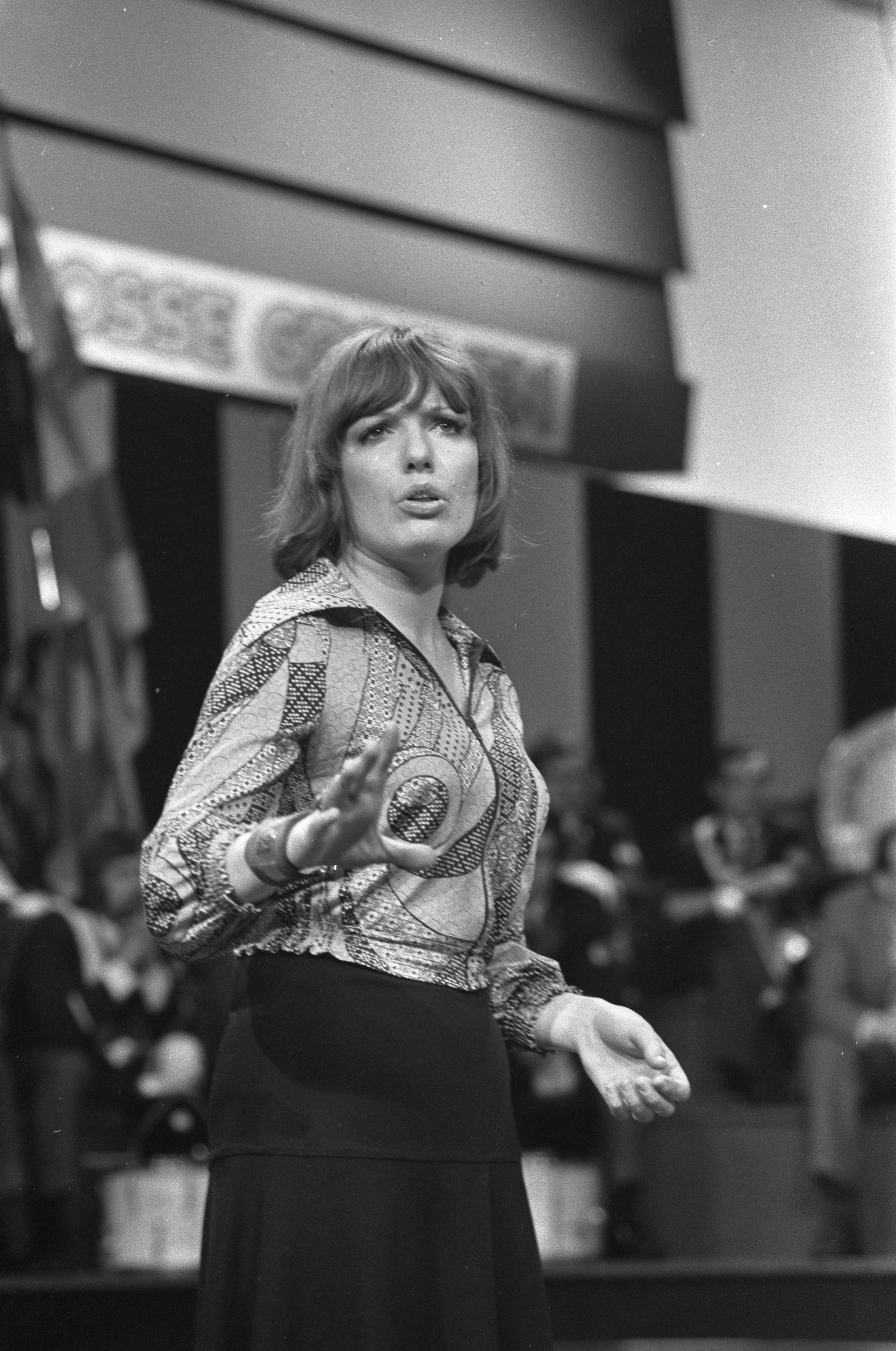
Astrid Nijgh (1974)

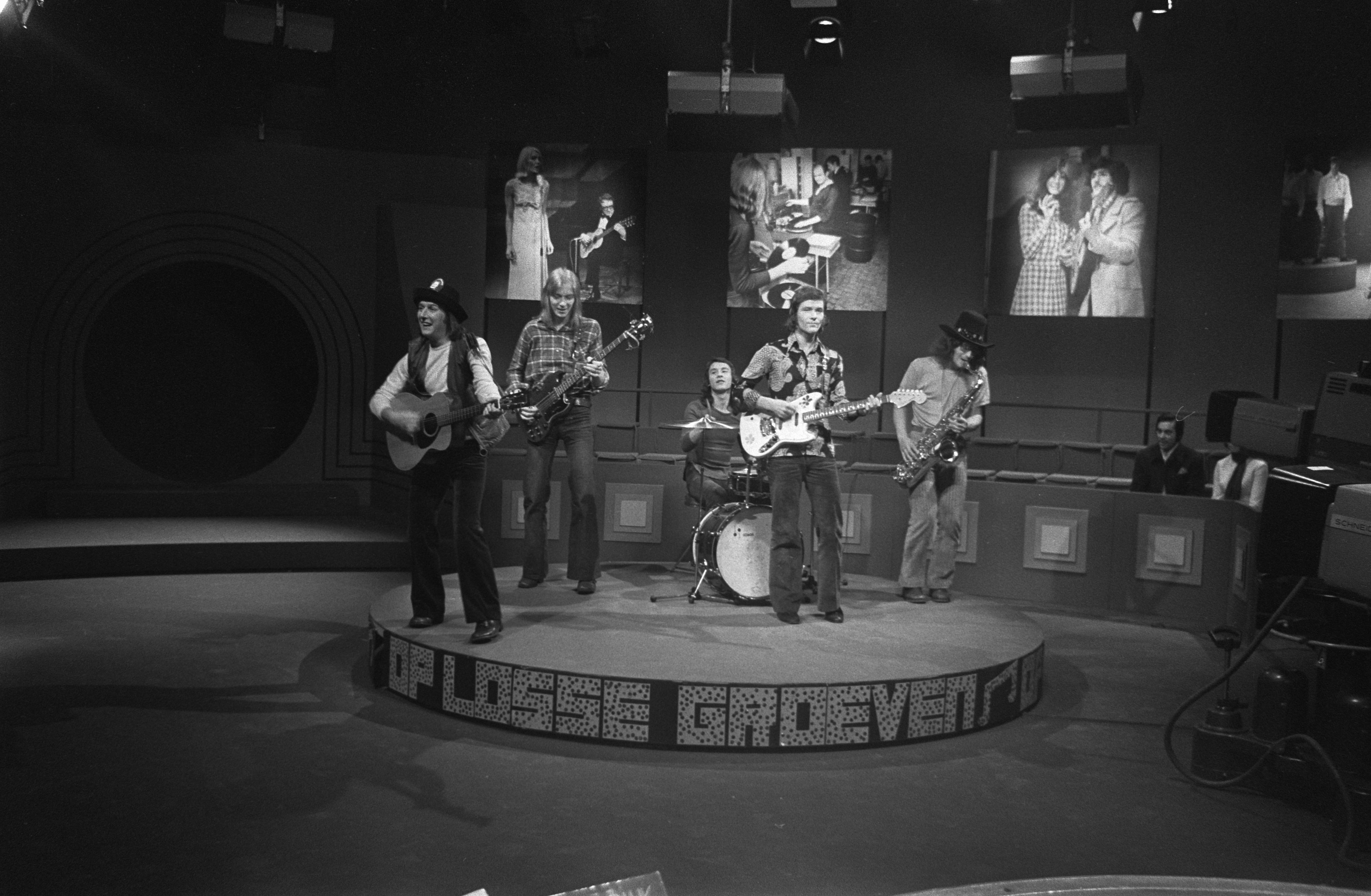
Peter en zijn Rockets (1971)

Het succes bleef groot tot in 1978 toen de muzieksmaak van het platenkopend publiek veranderde en smartlappen en schlagers verbannen leken naar middengolfpiraten uit de periferie van Nederland, waarvandaan regionale verrassingen als Normaal, het Sneeuwbal Trio, Henk Wijngaard, Arno en Gradje en het Börker Trio toch tot de destijds drie landelijke hitlijsten op de nationale popzender Hilversum 3 doordrongen: de Nederlandse Top 40, Nationale Hitparade en de TROS Top 50. Ook was er nog de Europese hitlijst op Hilversum 3; de TROS Europarade en de Nederlandstalige hitlijst; de  Polderpopparade. Het televisieprogramma veranderde mee, en heette voortaan Op volle toeren en werd eigentijdser. Dat was net op tijd maar ook net te laat.
In 1981 barstte de Nederpop-rage los met bands als Toontje Lager, Doe Maar, de Frank Boeijen Groep en Het Goede Doel. Het programma kwam echter meer in de sferen van het levenslied terecht, waardoor de sfeer nostalgisch en stamcafé-achtig werd. Ook het Schlagerfestival begon een serieuze concurrent te worden, reden waarom Dennie Christian werd aangetrokken om van tijd tot tijd te presenteren en nieuw talent te scouten. Hij en Freddy Breck, samen met Ad Kraamer, beter bekend als Marc Winter, bepaalden medio jaren tachtig het programma.
In 1990 haalde de TROS het programma van de buis. In 1995 maakte de TROS met Op nieuwe toeren een herstart dat werd gepresenteerd door Albert West. Dit duurde tot 1996 toen Marga Bult in dezelfde studio met Let's make music het stokje overnam. Het programma is als een hoeder voor het traditionelere Nederlandstalige lied begonnen en is dat al die jaren gebleven.

## Nederhop
Begin 2008 is de Nederlandse dj The Flexican het repertoire van de Flinke Namen gaan mixen. In samenwerking met andere grote nederhop-artiesten o.a. De Jeugd Van Tegenwoordig, The Opposites, Dio en Sjaak is vervolgens het album Op Volle Toeren gemaakt. Dit album bevat veel hits van nederhop-artiesten die aan elkaar gemixt zijn met tunes van het oude Op Volle Toeren tv-programma.